# Village-Neuf
Village-Neuf (Duits: Neudorf) is een gemeente in het Franse departement Haut-Rhin in de regio Grand Est. De plaats maakt deel uit van het arrondissement Mulhouse. Village-Neuf telde op 1 januari 2022 4.617 inwoners.

## Geschiedenis
In 1680 liet Vauban in opdracht van Lodewijk XIV in het nabijgelegen Huningue een fort optrekken. Het dorp Huningue, tussen het fort en Bazel, moest wijken en een groot aantal inwoners vestigde zich in "Village-Neuf du Grand-Huningue", wat in 1684 "Bourg Neuf d'Aoust" en in 1704 "Village-Neuf" werd. De plaats van vestiging was een vroeger riviereiland in de Rijn.
Village-Neuf was tot de jaren 1970 een landbouwdorp waar groenten en vooral asperges werden geteeld. Later kwam er een industrieterrein langs de Rijn.

## Geografie
De oppervlakte van Village-Neuf bedroeg op 1 januari 2022 6,83 vierkante kilometer; de bevolkingsdichtheid was toen 676 inwoners per km².
De gemeente ligt aan de Rijn, die hier de grens met Duitsland vormt. De brug Palmrain verbindt beide landen. De gemeente ligt ook maar op 3 km van Bazel in Zwitserland. Het Grand Canal d'Alsace splitst in de gemeente af van de Rijn.

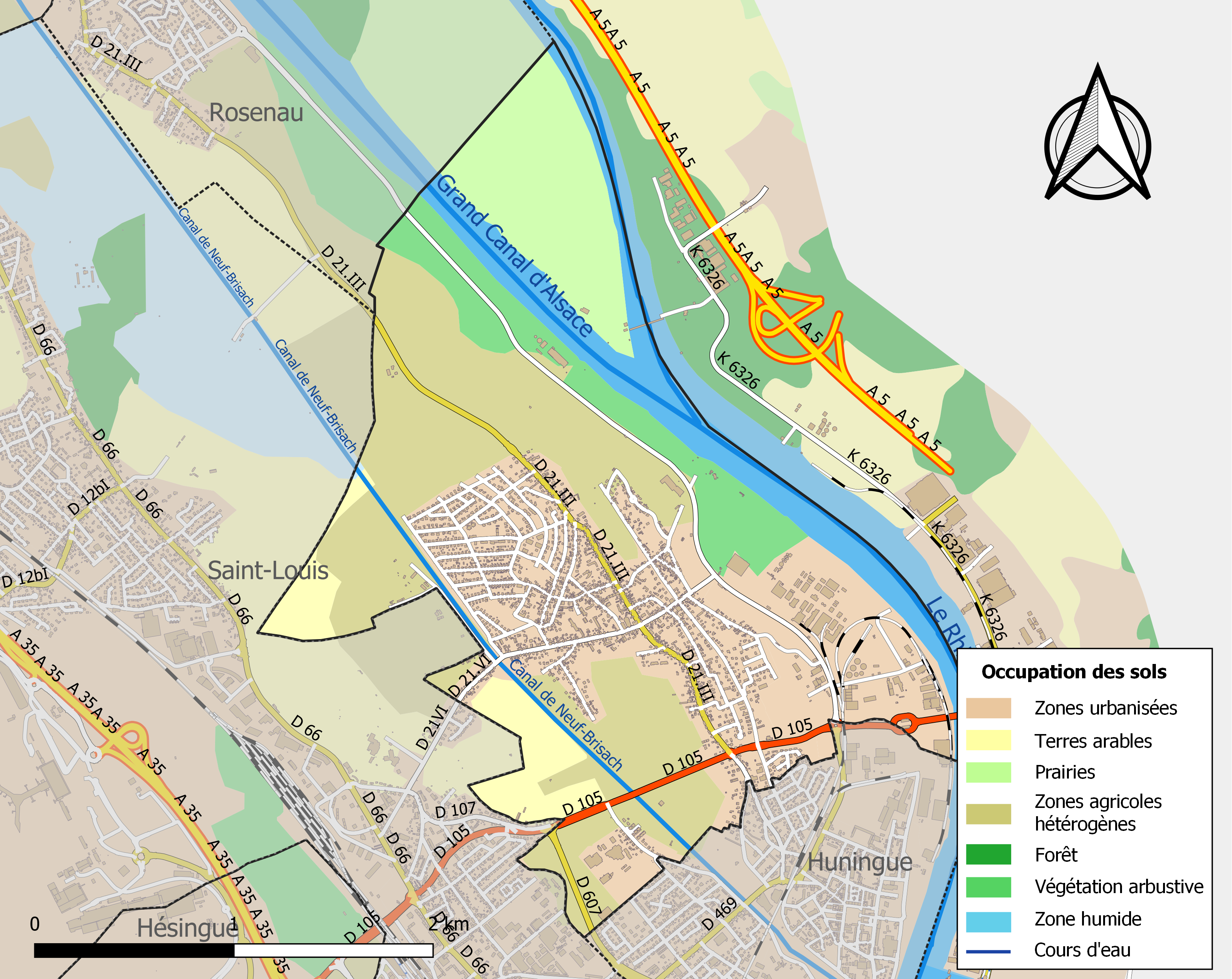
Kaart van de gemeente met de belangrijkste infrastructuur, bodemgebruik en omliggende gemeenten

## Demografie
Onderstaande figuur toont het verloop van het inwonertal (bron: INSEE-tellingen).